# Lerone Murphy
 (novembre 2024).
Si vous disposez d'ouvrages ou d'articles de référence ou si vous connaissez des sites web de qualité traitant du thème abordé ici, merci de compléter l'article en donnant les références utiles à sa vérifiabilité et en les liant à la section « Notes et références ».
Vous pouvez aider à l'améliorer ou bien discuter des problèmes sur sa page de discussion.
- Son contenu est rédigé entièrement ou presque à partir d'une seule source. N'hésitez pas à modifier cet article pour améliorer sa vérifiabilité en apportant de nouvelles références dans des notes de bas de page. (Marqué depuis octobre 2024)
- Il ne présente actuellement aucune catégorie. Cela empêche d'y accéder ou de le retrouver simplement. Vous pouvez nous aider en le catégorisant. (Marqué depuis octobre 2024)

- Archive Wikiwix
- Bing
- Cairn
- DuckDuckGo
- E. Universalis
- Gallica
- Google
- G. Books
- G. News
- G. Scholar
- Persée
- Qwant
- (zh) Baidu
- (ru) Yandex
- (wd) trouver des œuvres sur Wikidata

Lerone Murphy, né le 22 juillet 1991 à Manchester en Angleterre, est un pratiquant anglais d'arts martiaux mixtes (MMA). Il combat dans la catégorie des poids plumes à l'Ultimate Fighting Championship, où il est actuellement classé 12e.

## Biographie
Murphy, qui est né et a grandi à Old Trafford, a fréquenté l'école primaire St Edward's à Rusholme et St Mary's Levenshulme et le lycée catholique St Anne's High à Heaton Chapel, Stockport. Il était un footballeur prometteur, qui a participé à des essais pour le Liverpool FC et s'est entraîné avec Stockport County et le FC United à l'adolescence, jusqu'à l'âge de 16 ans après avoir subi une grave blessure au genou qui a mis fin prématurément à ses rêves de football. Étant le neveu de l'entraîneur de boxe de Manchester, feu Oliver Harrison, qui avait entraîné des joueurs comme Amir Khan et Rocky Fielding, Murphy avait suivi un entraînement de boxe, mais a commencé son entraînement de MMA lorsqu'il est entré dans la salle de sport All Powers.
Le samedi 25 mai 2013, Lerone qui venait de quitter un salon de coiffure sur Lloyd Street South dans la banlieue de Manchester à Fallowfield, a été abattu par un homme armé. Lerone a été touché par trois balles, au visage et au cou à deux reprises. En raison de ses blessures, Murphy a dû se faire poser une prothèse dentaire et possède un minuscule éclat de balle incrusté de façon permanente dans sa langue.

## Palmarès en arts martiaux mixtes
| 17 combats     | 16 victoires | 0 défaites |
| Par KO         | 7            | 0          |
| Par soumission | 0            | 0          |
| Sur décision   | 9            | 0          |
| Égalités       | 1            | 1          |